# 屋嘉捕虜収容所

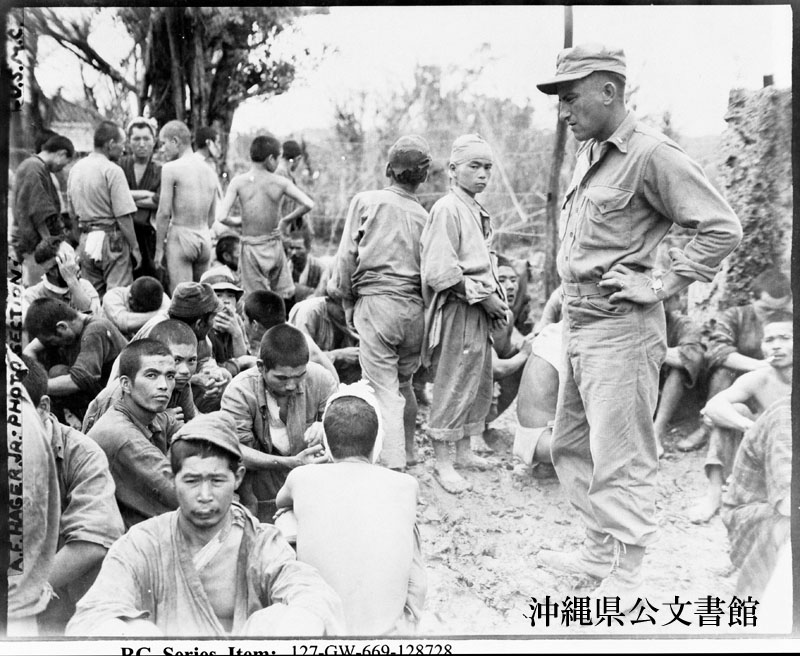
1945年6月20日に捕虜となった306人の日本兵がストッケードに収容される。小さな少年兵の姿も見られる。（海兵隊撮影 沖縄県公文書館）

屋嘉捕虜収容所（やかほりょしゅうようしょ）は、沖縄戦で米軍が捕虜となった日本兵・朝鮮人軍夫を収容した捕虜収容所の一つで、ストッケード (stockade) ともよばれた。現在の金武町屋嘉に設置され、沖縄最大規模の捕虜収容所であった。また戦争の悲哀を唄った「屋嘉節」の誕生した地としても有名になった。その後は米軍基地の保養施設「屋嘉レストセンター」（施設番号FAC6018）として使用されたが、1979年に全返還された。

## 屋嘉捕虜収容所
1945年4月に沖縄島に上陸した米軍は、捕虜を次々と収容所に送りこんだ。捕虜は訊問され、日本人部隊、朝鮮人部隊、沖縄人部隊、将校部隊の4区画に分けて収容された。米軍は、サイパンでの「玉砕」と捕虜の心理分析から、日本軍あるいは日本人集団の構成員を「さまざまな異なる利害関係を持つ人々に分類し」それぞれに対応する心理的戦略構想をたてていたとされる。
米軍は、屋嘉の住民を石川収容所に収容し、屋嘉集落ほぼ全体をブルドーザーで敷きならして屋嘉捕虜収容所を建設した。米軍が撮影した6月26日の記録には、おびただしい捕虜が屋嘉の収容所に収容されている様子かあり、その中には鉄血勤皇隊や通信隊と思われる少年兵の姿も多く見られる。
日本兵は、撤退の際には捕虜にならないよう負傷兵に自決を促し、あるいは手榴弾や青酸カリで負傷兵の「後始末」まで命じられることもあったが、実際に米軍に捕虜として捕らえられた兵士は格別残虐な扱いは受けず、傷は軍病院で治療され、食事や煙草や簡易ベッドまで与えられることに驚いた。

### 収容所の生活
1946年5月4日、屋嘉捕虜収容所で「沖縄新聞」第1号が発行され全収容所へ配布された。二重の有刺鉄線が張られ、見張り台では機関銃を持った兵士が監視していたが、各収容所内では演劇やスポーツ、俳句や英語サークルなどの遊興も許されていた。沖縄最大の捕虜収容所であった屋嘉には、後に名をはせる中村時蔵や新派の村田正雄、『人間の条件』の監督小林正樹がいた。女形は特に人気で、多くのプレゼントが寄せられるほどだったという。藤間紋寿郎によると、軍作業の報酬として毎週土曜日には演芸会が催され、医務室の白い軟膏を顔に塗って上演したという。
| 「                                      | 戦争体験のある父 (藤間紋寿郎) の創作舞踊のルーツは、沖縄の捕虜収容所にありました。土曜の慰問会で披露するおどりのために、仕立て職人さんがカーテンなどの生地で着物を作り、髪結い職人さんが針金と太いロープをほぐして毛にしたものでカツラを作る。そして、米兵がトランペットで和風のメロディを演奏する…そんな風にしてやっていたそうです。 | 」 |
| —藤間紋（本名：河合佐和子）インタビュー | |    |

また収容所間の野球試合や相撲大会も盛んにおこなわれていた様子が、捕虜の新聞『沖縄新聞』の文面からも伝わる。屋嘉の野球大会の指導者は大阪タイガースの松木謙治郎だった。
| 「                                                           | 新たに屋嘉 (捕虜収容所) よりアコーデオンの名手加藤君を迎へ入れた楚辺 (捕虜収容所) 南十字星楽団は愈々メンバー一新ギター牧浦トランペット榎本ハーモニカ森川チェロ村上ウクレレ岡原ドラム倉橋とそれぞれ一流どころを網羅近頃上昇している 劇舞踊の伴奏に光彩を添えており近く音楽コンサートを開催すべく計画中である | 」 |
| —収容所内の新聞『沖縄新聞』（第10号（昭和21年7月19日）より） | |    |

1946年6月15日、屋嘉捕虜収容所が閉鎖され、捕虜は残りの6の収容所に移送された。
屋嘉の収容所跡は、後述する米軍の保養施設屋嘉ビーチとして1974年まで使用される。

### 捕虜のハワイへの移送

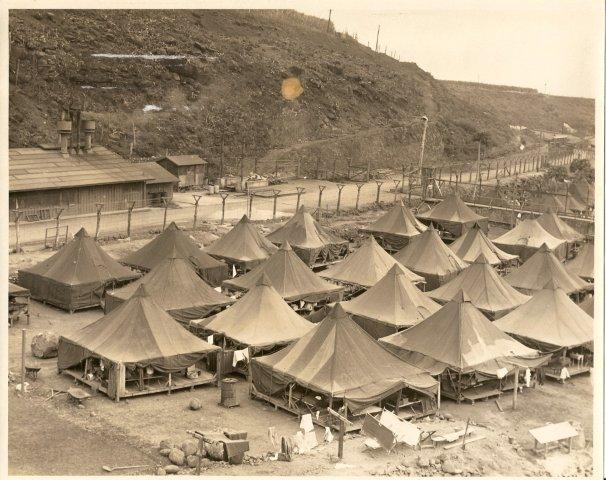
ハワイ州オワフ島のホノウリウリ収容所

1945年の開設時から屋嘉収容所は次々と収容される捕虜であふれかえり、米軍は捕虜をハワイのホノウリウリやサンド・アイランド収容所に移送することになった。ハワイの日系人収容所から日系人が解放された後の収容所が、その受け入れ先だった。6月10日を第一陣として、沖縄県出身の兵士3000人と朝鮮人軍夫が選抜され、順次移送された。沖縄県出身の兵士のなかには鉄血勤皇隊や通信隊など学徒兵も数多くいた。
また、ハワイへの捕虜移送も、メキシコ・ビクトリーという客船で送られた捕虜もあれば、すべての毛を刈り、丸裸で貨物船の船倉に詰め込まれて送られた捕虜もあり、後者は「裸船」と呼ばれた。沖縄師範鉄血勤皇隊の少年兵古堅実吉は16歳の誕生日を迎えたばかりで「地獄船」にのせられた裸組のひとり。また一中鉄血勤皇隊の安里祥徳や神谷依信らは、さらにハワイからアメリカ本土の収容所に送られた。

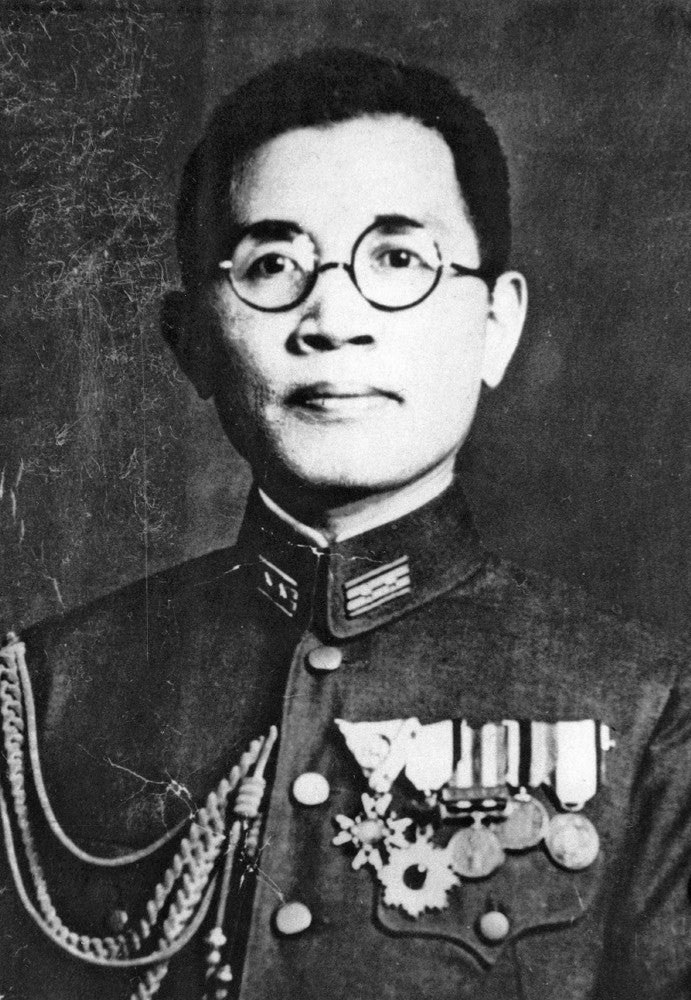
高級参謀 八原博通

### 高級参謀の収容
かねてから準備していた民間人の服装で摩文仁を脱出した沖縄戦の作戦参謀八原博通は、米軍に囲まれると、怯える民間人を先導し自ら米軍と交渉して投降した。しばらく南城市玉城富里の民間人収容所（知念収容所地区）において、屋比久の対敵諜報部隊 (CIC) で訊問をうけ、高級参謀であることが判明した。越来村の一軒家と、日本生まれの海軍通訳士官であるケネス・ラモットを通訳官にあてがわれた。八原の記録によれば、尋問を受けた後は、8月28日に屋嘉収容所に移されている。その時点では、屋嘉に総計約1万人が収容されており、その内容は以下のとおりである。
|          | カンパン | およその収容者数 |
| 将校     | 1        | 500              |
| 下士官   | 1        | 1,500            |
| 兵       | 5        | 6,000            |
| 沖縄兵   | 2        | 2,000            |
| 朝鮮人兵 | 1        | 1,000            |

### 本部としての屋嘉収容所
さらに恒久的な駐留軍施設の建設を続行する米軍は、兵站業務や基地建設に関連する労働力の不足を補うために捕虜を最大限に活用することとし、屋嘉を本部として、大規模な軍施設のある地域6カ所に付随する新たな捕虜収容所を設置し、捕虜を移送したため、収容所新聞「沖縄新聞」第8号によると、屋嘉収容所の収容者数は1946年5月の時点で287人に減じ、やがて6月15日に閉鎖された。そのため収容所は以下の計6か所となった。
| 沖縄戦に関連する捕虜収容所 | 沖縄戦に関連する捕虜収容所 | 沖縄戦に関連する捕虜収容所 | 収容者数 1946年5月時点 |
| -------------------------- | -------------------------- | -------------------------- | ---------------------- |
| 本部                       | 屋嘉捕虜収容所             | 金武町屋嘉                 | 287                    |
| 1                          | 牧港捕虜収容所             | 浦添市                     | 3,531                  |
| 2                          | 楚辺捕虜収容所             | 読谷村高志保               | 2,075                  |
| 3                          | 奥武山捕虜収容所           | 那覇市                     | 1,560                  |
| 4                          | 小禄捕虜収容所             | 那覇市                     | 1,459                  |
| 6                          | 普天間捕虜収容所           | 宜野湾市                   | 718                    |
| 7                          | 嘉手納捕虜収容所           | 北谷町                     | 2,874                  |
|                            | 入院(第9病院)等            |                            | 187                    |

### 軍作業
八原の記録にあるように、将校グループは「適切な」待遇をうけて「なすこともなく日を過ごし」、それそれ以外の兵士は米工兵隊の飛行場建設などに必要な労働力として「労役に服した」。やがて米軍はその年、1945年12月30日に捕虜の本土復員第一陣を送りだす。アメリカの輸送船ゲーブルにのせられた将校グループ百名のなかに、高級参謀八原もいた。八原は1946年1月7日に本土に帰還した。一方で、それ以外の日本兵捕虜の復員は1946年10月3日に始まり、1947年2月までに沖縄島の収容所からの復員が完了した。
八原のような沖縄戦の作戦参謀の復員が年内に確定する一方で、一般の日本兵捕虜がながらく捕虜収容所に留め置かれた理由としては、米軍は、沖縄県民の安定した基地労働力 (軍作業) 供給が見込まれるまで、戦争捕虜を沖縄の米軍基地建設などに必要な労役の供給源と考えていたためであり、「日本軍捕虜の労働力を最大限に活用する」ことで米工兵隊は要員の減少を補った。また、実際に捕虜の帰還が完了する頃には、港湾労働を供給するため住民による那覇港湾作業隊が作られ、「みなと村」が作られた。

### お礼参り
一方、多くの証言は、収容所内で通称「お礼参り」というものがあったことを伝えている。朝鮮人軍夫の虐待と殺害、住民のスパイ容疑での殺害や拷問だけではなく、飯盒の飯を「盗んだ」という理由だけで部下を銃で処刑したこともあった慶良間諸島の部隊では、収容所に入ってからもお礼参りが繰り返された。
| 「                                                                                        | 8月下旬頃の、まだ殺気めいたものが残っている収容所の中では、芳しい話ではないが、毎夜のように集団リンチが行われた。… 兵隊の側からみれば、仲間の兵隊が殺されたのを始めとし、過酷な処置を受けただけに、その感情も理解できるところだった。ほかに阿嘉島の関係では、かつて島の炊事にいた下士官や本部関係の将校など数名が、主計ほどではなかったが兵隊達によってリンチを受けた。 | 」 |
| —「戦争と平和 市民の記録 ⑮ ある沖縄戦 慶良間戦記」(儀同 保/日本図書センター) pp. 215-216. | |    |

後に沖縄学の権威となる外間守善は沖縄師範学校在学中に召集され、前田高地の激戦を生きのび、屋嘉収容所に送られるが、そこでのお礼参りについて以下のように記している。
| 「                                                 | … 日本人同士の旧将校、下士官、兵隊のいざこざ、朝鮮人軍夫たちと日本兵たちとの殴りこみとその仕返しというのもくり返し行なわれた。争いごとが起こっても米兵はほとんど無視した。そんな中で沖縄人部隊は比較的平穏であった。大部分の人は、夜の自由時間を利用して幕舎を往来し、旧交をあたためたり、解放後の将来を話し合ったりした。 | 」 |
| —外間守善『私の沖縄戦記 前田高地・六十年目の証言』 | |    |

### 遺骨収集
屋嘉捕虜収容所の墓地の場所は特定されていない。1995年の公民館跡地の調査ではほとんど遺骨が確認されなかったが、米軍が戦後すぐに作成した日本兵や軍属らの埋葬名簿237人が2009年に米国公文書館で発見された。

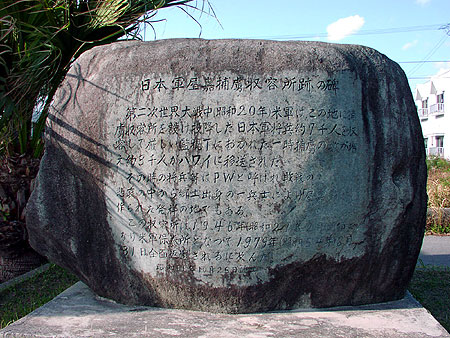
金武村、屋嘉捕虜収容所の碑

### 屋嘉節
屋嘉捕虜収容所の碑
金武町国道329号沿い屋嘉ビーチ前バス停横にある。1983年10月25日に竣工され、碑の背面に屋嘉節の歌詞が刻まれている。
| 「                                | なちかしや沖縄 戦場になやい 世間御万人ぬ袖ゆ濡らち | 」 |
| —屋嘉節（屋嘉捕虜収容所の碑より） |                                                    |    |

収容所の簡易折りたたみベッド、配給のカンズメの空き缶、軍作業で手に入れた電話線や落下傘の紐でできあがったのが収容所のカンカラ三線だった。
| 「                                                                       | 面白いことに、捕虜の中には、大工さん出身とか、技工の達者な人もいて、三線の製作がはじまった。窮すれば通ず、というか、無より有を生ずで、空き缶を胴にして、落下傘の紐を弦に、そして折りたたみ式ベッドの木をサオにして細工を試みたのができあがっていた。 | 」 |
| —山田有昂『私の戦記伊江島の戦闘一屋嘉捕虜収容所』（若夏社) 1977, p. 133. | |    |

## 屋嘉レストセンター
屋嘉捕虜収容所が閉鎖されたあと、その敷地は米陸軍人事厚生業務局が管理する四軍の保養施設として利用された。ビーチと宿泊施設、レストランやバー、娯楽室などをそなえていた。米軍基地施設番号はFAC6018
1972年5月15日時点での状態
- 場所: 金武村字屋嘉
- 面積: 約93,100㎡

1974年1月15日、陸軍から海兵隊施設に移管
1974年、第15回日米安保協議委員会において、条件付き返還が合意される。
1979年8月31日、全部返還
還跡地は、金武町において復帰先地公共施設整備事業が実施され、住宅地として利用されている。

### 移転問題
1974年、条件付き返還について、ほとんど遊休化（使用頻度が少ない）している「屋嘉ビーチ」や「久場崎学校地区」といった米軍施設を移転し、新しく施設を新設し提供する費用まで日本が負担しなければならないのは地位協定の拡大解釈ではないかと議論された。

## 久高島住民強制疎開
「久高島住民強制疎開之記念碑」
金武町国道329号沿い屋嘉ビーチ前バス停横にもう一つの碑、2006年に竣工された久高島住民強制疎開の碑がある。強制立ち退き命令を受けた久高島の住民は、疎開先の屋嘉住民の支援を感謝し、「久高住民強制疎開の事実を、戦争というものの実態と共に後世に永く語り継ぎ、平和を守る礎と資する力となることを願って」建立したと記されている。
現在の南城市にある久高島は「神の島」として名高い島であり、戦争当時は男性はほとんどいない女ばかりの島になっていた。女性たちは知念岬に日本軍の陣地構築作業に駆り出されていたが、十・十空襲の跡、1945年1月7日に日本軍から強制立ち退き命令がだされ、高齢者など残りの住民が屋嘉に移され、屋嘉の集落に身を寄せた。その後、米軍が屋嘉に到達したとき、そのまま捕虜となった島民もいたが、やんばるに逃げ込み、米軍に投降後は漢那収容所など北西海岸の収容所に収容され、そこで栄養失調やマラリアで亡くなった住民が多いといわれる。その後は知念市の収容所に収容され、1946年5月に帰島となった。